# Élections départementales de 2015 dans le Jura
Les élections départementales ont lieu les 22 et 29 mars 2015.

## Contexte départemental

### Assemblée départementale sortante
Avant les élections, le conseil général du Jura est présidé par Christophe Perny, membre du Parti Socialiste. Il comprend 34 conseillers généraux issus des 34 cantons du Jura. Après le redécoupage cantonal de 2014, ce sont 34 conseillers qui seront élus au sein des 17 nouveaux cantons du Jura.
| Parti                                | Sigle | Sigle | Élus |
| ------------------------------------ | ----- | ----- | ---- |
| Majorité (19 sièges)                 |       |       |      |
| Parti socialiste                     |       | PS    | 8    |
| Divers gauche                        |       | DVG   | 8    |
| Nouvelle Donne                       |       | ND    | 1    |
| Parti communiste français            |       | PCF   | 1    |
| Europe Écologie Les Verts            |       | EELV  | 1    |
| Opposition (15 sièges)               |       |       |      |
| Union pour un mouvement populaire    |       | UMP   | 8    |
| Divers droite                        |       | DVD   | 4    |
| Union des démocrates et indépendants |       | UDI   | 2    |
| Chasse, pêche, nature et traditions  |       | CPNT  | 1    |
| Président du conseil général         |       |       |      |
| Christophe Perny (PS)                |       |       |      |

### Assemblée départementale élue
| Parti                                | Sigle | Sigle | Élus |
| ------------------------------------ | ----- | ----- | ---- |
| Majorité (28 sièges)                 |       |       |      |
| Union pour un mouvement populaire    |       | UMP   | 12   |
| Divers droite                        |       | DVD   | 10   |
| Union des démocrates et indépendants |       | UDI   | 6    |
| Opposition (6 sièges)                |       |       |      |
| Divers gauche                        |       | DVG   | 4    |
| Parti socialiste                     |       | PS    | 2    |
| Président du conseil départemental   |       |       |      |
| Clément Pernot (UMP)                 |       |       |      |

## Résultats à l'échelle du département

### Résultats par nuances du ministère de l'Intérieur
Les nuances utilisées par le ministère de l'Intérieur ne tiennent pas compte des alliances locales.
| Binômes     | Binômes            | Premier tour | Premier tour | Second tour | Second tour | Sièges |
| Binômes     | Binômes            | Voix         | %            | Voix        | %           | Sièges |
| ----------- | ------------------ | ------------ | ------------ | ----------- | ----------- | ------ |
|             | Union de la droite | 30 432       | 30,35        | 37 454      | 40,60       | 20     |
|             | DVD                | 5 995        | 5,98         | 1 922       | 2,08        | 4      |
|             | UMP                | 2 121        | 2,12 %       | 2 847       | 3,09 %      | 2      |
|             | UDI                | 1 917        | 1,91         | 2 259       | 2,45        | 2      |
| Droite      | Droite             | 40 465       | 40,36        | 44 482      | 48,22       | 28     |
|             |                    |              |              |             |             |        |
|             | DVG                | 22 818       | 22,75        | 16 744      | 18,15       | 2      |
|             | Union de la gauche | 4 918        | 4,90         | 6 770       | 7,34        | 2      |
|             | PS                 | 2 793        | 2,79         | 3 114       | 3,38        | 2      |
|             | FG                 | 2 557        | 2,55         |             |             |        |
|             | EÉLV               | 778          | 0,78         |             |             |        |
| Gauche      | Gauche             | 33 864       | 33,77        | 26 628      | 28,87       | 6      |
|             |                    |              |              |             |             |        |
|             | FN                 | 25 954       | 25,88        | 21 148      | 22,92       | 0      |
|             |                    |              |              |             |             |        |
| Inscrits    | Inscrits           | 187 789      | 100,00       | 175 409     | 100,00      |        |
| Abstentions | Abstentions        | 81 960       | 43,64        | 75 904      | 43,27       |        |
| Votants     | Votants            | 105 829      | 56,36        | 99 505      | 56,73       |        |
| Blancs      | Blancs             | 3 818        | 3,61         | 5 298       | 5,32        |        |
| Nuls        | Nuls               | 1 728        | 1,63         | 1 949       | 1,96        |        |
| Exprimés    | Exprimés           | 100 283      | 94,76        | 92 258      | 92,72       |        |

### Résultats par canton
| Canton                     | Conseiller sortant      | Parti                   | Parti       | Conseiller élu            | Parti           | Parti           |
| -------------------------- | ----------------------- | ----------------------- | ----------- | ------------------------- | --------------- | --------------- |
| Arbois                     | Norbert Maire           |                         | PS          | Marie-Christine Chauvin   |                 | UMP             |
| Arbois                     | Norbert Maire           | René Molin              | PS          |                           | DVD             |                 |
| Arinthod                   | Gilles Carnet*          |                         | UMP         | Canton supprimé           | Canton supprimé | Canton supprimé |
| Authume                    | Canton créé             | Canton créé             | Canton créé | Franck David              |                 | UDI             |
| Authume                    | Canton créé             | Canton créé             | Canton créé | Sandrine Marion           |                 | DVD             |
| Beaufort                   | Fernand Fournier        |                         | PS          | Canton supprimé           | Canton supprimé | Canton supprimé |
| Bletterans                 | Jean Raquin*            |                         | DVD         | Philippe Antoine          |                 | DVG             |
| Bletterans                 | Jean Raquin*            | Danielle Brulebois      | DVD         |                           | PS              |                 |
| Les Bouchoux               | Jean-Daniel Maire       |                         | DVG         | Canton supprimé           | Canton supprimé | Canton supprimé |
| Champagnole                | Clément Pernot          |                         | UMP         | Clément Pernot            |                 | UMP             |
| Champagnole                | Clément Pernot          | Sylvie Vermeillet       | UMP         |                           | DVD             |                 |
| Chaumergy                  | Danielle Brulebois      |                         | PS          | Canton supprimé           | Canton supprimé | Canton supprimé |
| Chaussin                   | Chantal Torck           |                         | UMP         | Canton supprimé           | Canton supprimé | Canton supprimé |
| Chemin                     | Jean-Michel Daubigney   |                         | DVD         | Canton supprimé           | Canton supprimé | Canton supprimé |
| Clairvaux-les-Lacs         | Gérard Bailly*          |                         | UMP         | Canton supprimé           | Canton supprimé | Canton supprimé |
| Conliège                   | Dominique Chalumeaux    |                         | UMP         | Canton supprimé           | Canton supprimé | Canton supprimé |
| Dampierre                  | Denis Jeunet            |                         | PS          | Canton supprimé           | Canton supprimé | Canton supprimé |
| Dole-1                     | Canton créé             | Canton créé             | Canton créé | Jean-Baptiste Gagnoux     |                 | UMP             |
| Dole-1                     | Canton créé             | Canton créé             | Canton créé | Christine Riotte          |                 | UDI             |
| Dole-2                     | Canton créé             | Canton créé             | Canton créé | Françoise Barthoulot      |                 | PS              |
| Dole-2                     | Canton créé             | Canton créé             | Canton créé | Michel Giniès             |                 | DVG             |
| Dole-Nord-Est              | Patrick Viverge         |                         | ND          | Canton supprimé           | Canton supprimé | Canton supprimé |
| Dole-Sud-Ouest             | Michel Giniès           |                         | DVG         | Canton supprimé           | Canton supprimé | Canton supprimé |
| Gendrey                    | Michel Ganet*           |                         | PCF         | Canton supprimé           | Canton supprimé | Canton supprimé |
| Lons-le-Saunier-1          | Canton créé             | Canton créé             | Canton créé | Christophe Bois           |                 | UMP             |
| Lons-le-Saunier-1          | Canton créé             | Canton créé             | Canton créé | Céline Trossat            |                 | UDI             |
| Lons-le-Saunier-2          | Canton créé             | Canton créé             | Canton créé | Annie Audier              |                 | DVD             |
| Lons-le-Saunier-2          | Canton créé             | Canton créé             | Canton créé | Cyrille Brero             |                 | UMP             |
| Lons-le-Saunier-Nord       | Marc-Henri Duvernet     |                         | PS          | Canton supprimé           | Canton supprimé | Canton supprimé |
| Lons-le-Saunier-Sud        | Christophe Perny        |                         | PS          | Canton supprimé           | Canton supprimé | Canton supprimé |
| Moirans-en-Montagne        | Jean Burdeyron*         |                         | CPNT        | Marie-Christine Dalloz    |                 | UMP             |
| Moirans-en-Montagne        | Jean Burdeyron*         | Jean-Charles Grosdidier | CPNT        |                           | DVD             |                 |
| Montbarrey                 | Alain Bigueur*          |                         | DVG         | Canton supprimé           | Canton supprimé | Canton supprimé |
| Montmirey-le-Château       | Dominique Troncin       |                         | DVG         | Canton supprimé           | Canton supprimé | Canton supprimé |
| Mont-sous-Vaudrey          | Canton créé             | Canton créé             | Canton créé | Natacha Bourgeois         |                 | UMP             |
| Mont-sous-Vaudrey          | Canton créé             | Canton créé             | Canton créé | Gérôme Fassenet           |                 | UMP             |
| Morez                      | François Godin          |                         | UDI         | Maryvonne Crétin-Maitenaz |                 | UDI             |
| Morez                      | François Godin          | François Godin          | UDI         |                           | UDI             |                 |
| Nozeroy                    | Serge Outrey            |                         | DVG         | Canton supprimé           | Canton supprimé | Canton supprimé |
| Orgelet                    | Michel Balland*         |                         | PS          | Canton supprimé           | Canton supprimé | Canton supprimé |
| Planches-en-Montagne       | Gilbert Blondeau        |                         | DVD         | Canton supprimé           | Canton supprimé | Canton supprimé |
| Poligny                    | Jean-François Gaillard* |                         | UMP         | Dominique Chalumeaux      |                 | UMP             |
| Poligny                    | Jean-François Gaillard* | Christelle Morbois      | UMP         |                           | UMP             |                 |
| Rochefort-sur-Nenon        | Franck David            |                         | UDI         | Canton supprimé           | Canton supprimé | Canton supprimé |
| Saint-Amour                | Thierry Faivre-Pierret* |                         | DVG         | Jean Franchi              |                 | DVD             |
| Saint-Amour                | Thierry Faivre-Pierret* | Hélène Pelissard        | DVG         |                           | UMP             |                 |
| Saint-Claude               | Raphaël Perrin          |                         | DVG         | Jean-Louis Millet         |                 | DVD             |
| Saint-Claude               | Raphaël Perrin          | Christine Sophoclis     | DVG         |                           | DVD             |                 |
| Saint-Julien               | Hélène Pélissard        |                         | UMP         | Canton supprimé           | Canton supprimé | Canton supprimé |
| Saint-Laurent-en-Grandvaux | Esio Perati             |                         | DVG         | Gilbert Blondeau          |                 | DVD             |
| Saint-Laurent-en-Grandvaux | Esio Perati             | Françoise Vespa         | DVG         |                           | UDI             |                 |
| Saint-Lupicin              | Canton créé             | Canton créé             | Canton créé | Nelly Durandot            |                 | DVG             |
| Saint-Lupicin              | Canton créé             | Canton créé             | Canton créé | Jean-Daniel Maire         |                 | DVG             |
| Salins-les-Bains           | Marie-Christine Chauvin |                         | UMP         | Canton supprimé           | Canton supprimé | Canton supprimé |
| Sellières                  | Robert Tournier*        |                         | PS          | Canton supprimé           | Canton supprimé | Canton supprimé |
| Tavaux                     | Canton créé             | Canton créé             | Canton créé | Jean-Michel Daubigney     |                 | DVD             |
| Tavaux                     | Canton créé             | Canton créé             | Canton créé | Chantal Torck             |                 | UMP             |
| Villers-Farlay             | Françoise Arnould*      |                         | DVD         | Canton supprimé           | Canton supprimé | Canton supprimé |
| Voiteur                    | Marie-Odile Mainguet    |                         | EÉLV        | Canton supprimé           | Canton supprimé | Canton supprimé |

## Résultats par canton

### Canton d'Arbois
| Candidats   | Candidats               | Partis      | Partis      | Premier tour | Premier tour | Second tour | Second tour |
| Candidats   | Candidats               | Partis      | Partis      | Voix         | %            | Voix        | %           |
| ----------- | ----------------------- | ----------- | ----------- | ------------ | ------------ | ----------- | ----------- |
| 1           | Marie-Christine Chauvin |             | UMP         | 2 320        | 43,91        | 2 604       | 47,22       |
| 1           | René Molin              |             | DVD         | 2 320        | 43,91        | 2 604       | 47,22       |
| 2           | Emmanuel Barraux        |             | FN          | 1 198        | 22,67        | 997         | 18,08       |
| 2           | Johanna Gerriet         |             | FN          | 1 198        | 22,67        | 997         | 18,08       |
| 3           | Norbert Maire           |             | PS          | 1 766        | 33,42        | 1 914       | 34,71       |
| 3           | Claudine Roueff         |             | ND          | 1 766        | 33,42        | 1 914       | 34,71       |
|             |                         |             |             |              |              |             |             |
| Inscrits    | Inscrits                | Inscrits    | Inscrits    | 9 108        | 100,00       | 9 108       | 100,00      |
| Abstentions | Abstentions             | Abstentions | Abstentions | 3 536        | 38,82        | 3 393       | 37,25       |
| Votants     | Votants                 | Votants     | Votants     | 5 572        | 61,18        | 5 715       | 62,75       |
| Blancs      | Blancs                  | Blancs      | Blancs      | 176          | 3,16         | 141         | 2,47        |
| Nuls        | Nuls                    | Nuls        | Nuls        | 112          | 2,01         | 59          | 1,03        |
| Exprimés    | Exprimés                | Exprimés    | Exprimés    | 5 284        | 94,83        | 5 515       | 96,5        |

### Canton d'Authume
| Candidats   | Candidats              | Partis      | Partis      | Premier tour | Premier tour | Second tour | Second tour |
| Candidats   | Candidats              | Partis      | Partis      | Voix         | %            | Voix        | %           |
| ----------- | ---------------------- | ----------- | ----------- | ------------ | ------------ | ----------- | ----------- |
| 1           | Julie Lalorcey         |             | DVG         | 1 258        | 21,60        | 1 771       | 30,31       |
| 1           | Dominique Troncin      |             | DVG         | 1 258        | 21,60        | 1 771       | 30,31       |
| 2           | Jessica Da Silva Cunha |             | FN          | 1 680        | 28,85        | 1 560       | 26,69       |
| 2           | Benoît Pouthier        |             | FN          | 1 680        | 28,85        | 1 560       | 26,69       |
| 3           | Franck David           |             | UDI         | 2 047        | 35,15        | 2 513       | 43,00       |
| 3           | Sandrine Marion        |             | DVD         | 2 047        | 35,15        | 2 513       | 43,00       |
| 4           | Laurence Bernier       |             | PCF         | 839          | 14,41        |             |             |
| 4           | Hervé Prat             |             | NPA         | 839          | 14,41        |             |             |
|             |                        |             |             |              |              |             |             |
| Inscrits    | Inscrits               | Inscrits    | Inscrits    | 9 748        | 100,00       | 9 753       | 100,00      |
| Abstentions | Abstentions            | Abstentions | Abstentions | 3 652        | 37,46        | 3 605       | 36,96       |
| Votants     | Votants                | Votants     | Votants     | 6 096        | 62,54        | 6 148       | 63,04       |
| Blancs      | Blancs                 | Blancs      | Blancs      | 189          | 3,1          | 234         | 3,81        |
| Nuls        | Nuls                   | Nuls        | Nuls        | 83           | 1,36         | 70          | 1,14        |
| Exprimés    | Exprimés               | Exprimés    | Exprimés    | 5 824        | 95,54        | 5 844       | 95,06       |

### Canton de Bletterans
| Candidats   | Candidats           | Partis      | Partis      | Premier tour | Premier tour | Second tour | Second tour |
| Candidats   | Candidats           | Partis      | Partis      | Voix         | %            | Voix        | %           |
| ----------- | ------------------- | ----------- | ----------- | ------------ | ------------ | ----------- | ----------- |
| 1           | Nathalie Dailly     |             | FN          | 2 033        | 28,12        | 1 784       | 23,3        |
| 1           | Michel Seuret       |             | FN          | 2 033        | 28,12        | 1 784       | 23,3        |
| 2           | Philippe Antoine    |             | DVG         | 2 793        | 38,63        | 3 114       | 40,66       |
| 2           | Danielle Brulebois  |             | PS          | 2 793        | 38,63        | 3 114       | 40,66       |
| 3           | Linda Garde-Marceau |             | DVD         | 2 405        | 33,26        | 2 760       | 36,04       |
| 3           | Stéphane Lamberger  |             | DVD         | 2 405        | 33,26        | 2 760       | 36,04       |
|             |                     |             |             |              |              |             |             |
| Inscrits    | Inscrits            | Inscrits    | Inscrits    | 13 054       | 100,00       | 13 051      | 100,00      |
| Abstentions | Abstentions         | Abstentions | Abstentions | 5 208        | 39,9         | 5 028       | 38,53       |
| Votants     | Votants             | Votants     | Votants     | 7 846        | 60,1         | 8 023       | 61,47       |
| Blancs      | Blancs              | Blancs      | Blancs      | 406          | 5,17         | 254         | 3,17        |
| Nuls        | Nuls                | Nuls        | Nuls        | 209          | 2,66         | 111         | 1,38        |
| Exprimés    | Exprimés            | Exprimés    | Exprimés    | 7 231        | 92,16        | 7 658       | 95,45       |

### Canton de Champagnole
| Candidats   | Candidats         | Partis      | Partis      | Premier tour | Premier tour |
| Candidats   | Candidats         | Partis      | Partis      | Voix         | %            |
| ----------- | ----------------- | ----------- | ----------- | ------------ | ------------ |
| 1           | Élodie Deltombe   |             | FN          | 1 743        | 25,08        |
| 1           | Valentin Erb      |             | FN          | 1 743        | 25,08        |
| 2           | Clément Pernot    |             | UMP         | 3 584        | 51,56        |
| 2           | Sylvie Vermeillet |             | DVD         | 3 584        | 51,56        |
| 3           | Johanna Joly      |             | DVG         | 1 624        | 23,36        |
| 3           | Bruno Ragot       |             | DVG         | 1 624        | 23,36        |
|             |                   |             |             |              |              |
| Inscrits    | Inscrits          | Inscrits    | Inscrits    | 12 372       | 100,00       |
| Abstentions | Abstentions       | Abstentions | Abstentions | 5 086        | 41,11        |
| Votants     | Votants           | Votants     | Votants     | 7 286        | 58,89        |
| Blancs      | Blancs            | Blancs      | Blancs      | 220          | 3,02         |
| Nuls        | Nuls              | Nuls        | Nuls        | 115          | 1,58         |
| Exprimés    | Exprimés          | Exprimés    | Exprimés    | 6 951        | 95,40        |

### Canton de Dole-1
| Candidats   | Candidats             | Partis      | Partis      | Premier tour | Premier tour | Second tour | Second tour |
| Candidats   | Candidats             | Partis      | Partis      | Voix         | %            | Voix        | %           |
| ----------- | --------------------- | ----------- | ----------- | ------------ | ------------ | ----------- | ----------- |
| 1           | Jean-Baptiste Gagnoux |             | UMP         | 2 676        | 40,05        | 2 889       | 41,07       |
| 1           | Christine Riotte      |             | UDI         | 2 676        | 40,05        | 2 889       | 41,07       |
| 2           | Christian Bourgeois   |             | FN          | 1 653        | 24,74        | 1 514       | 21,52       |
| 2           | Maud Roussel          |             | FN          | 1 653        | 24,74        | 1 514       | 21,52       |
| 3           | Karine Romaire        |             | DVG         | 2 352        | 35,20        | 2 632       | 37,41       |
| 3           | Patrick Viverge       |             | ND          | 2 352        | 35,20        | 2 632       | 37,41       |
|             |                       |             |             |              |              |             |             |
| Inscrits    | Inscrits              | Inscrits    | Inscrits    | 12 996       | 100,00       | 12 996      | 100,00      |
| Abstentions | Abstentions           | Abstentions | Abstentions | 5 940        | 45,71        | 5 702       | 43,88       |
| Votants     | Votants               | Votants     | Votants     | 7 056        | 54,29        | 7 294       | 56,12       |
| Blancs      | Blancs                | Blancs      | Blancs      | 242          | 3,43         | 185         | 2,54        |
| Nuls        | Nuls                  | Nuls        | Nuls        | 133          | 1,88         | 74          | 1,01        |
| Exprimés    | Exprimés              | Exprimés    | Exprimés    | 6 681        | 94,69        | 7 035       | 96,45       |

### Canton de Dole-2
| Candidats   | Candidats             | Partis      | Partis      | Premier tour | Premier tour | Second tour | Second tour |
| Candidats   | Candidats             | Partis      | Partis      | Voix         | %            | Voix        | %           |
| ----------- | --------------------- | ----------- | ----------- | ------------ | ------------ | ----------- | ----------- |
| 1           | Jean-Bernard Marcuzzi |             | ND          | 296          | 5,78         |             |             |
| 1           | Nadège Poncet         |             | ND          | 296          | 5,78         |             |             |
| 2           | Jean Bordat           |             | DVD         | 337          | 6,58         |             |             |
| 2           | Dominique Lair        |             | DVD         | 337          | 6,58         |             |             |
| 3           | Delphine Hermetey     |             | DVD         | 1 101        | 21,50        |             |             |
| 3           | Fabrice Schlegel      |             | DVD         | 1 101        | 21,50        |             |             |
| 4           | Nathalie Desseigne    |             | FN          | 1 591        | 31,07        | 1 983       | 39,93       |
| 4           | Florent Loppé         |             | FN          | 1 591        | 31,07        | 1 983       | 39,93       |
| 5           | Françoise Barthoulot  |             | PS          | 1 796        | 35,07        | 2 983       | 60,07       |
| 5           | Michel Giniès         |             | DVG         | 1 796        | 35,07        | 2 983       | 60,07       |
|             |                       |             |             |              |              |             |             |
| Inscrits    | Inscrits              | Inscrits    | Inscrits    | 11 378       | 100,00       | 11 378      | 100,00      |
| Abstentions | Abstentions           | Abstentions | Abstentions | 5 974        | 52,5         | 5 826       | 51,2        |
| Votants     | Votants               | Votants     | Votants     | 5 404        | 47,5         | 5 552       | 48,8        |
| Blancs      | Blancs                | Blancs      | Blancs      | 201          | 3,72         | 422         | 7,6         |
| Nuls        | Nuls                  | Nuls        | Nuls        | 82           | 1,52         | 164         | 2,95        |
| Exprimés    | Exprimés              | Exprimés    | Exprimés    | 5 121        | 94,76        | 4 966       | 89,45       |

### Canton de Lons-le-Saunier-1
| Candidats   | Candidats           | Partis      | Partis      | Premier tour | Premier tour | Second tour | Second tour |
| Candidats   | Candidats           | Partis      | Partis      | Voix         | %            | Voix        | %           |
| ----------- | ------------------- | ----------- | ----------- | ------------ | ------------ | ----------- | ----------- |
| 1           | Catherine Déodati   |             | DVG         | 2 012        | 35,69        | 2 625       | 47,46       |
| 1           | Marc-Henri Duvernet |             | PS          | 2 012        | 35,69        | 2 625       | 47,46       |
| 2           | Gwendoline Berger   |             | FN          | 1 136        | 20,15        |             |             |
| 2           | Claude Charbonnier  |             | FN          | 1 136        | 20,15        |             |             |
| 3           | Alexis David        |             | PG          | 475          | 8,43         |             |             |
| 3           | Géraldine Revy      |             | PCF         | 475          | 8,43         |             |             |
| 4           | Christophe Bois     |             | UMP         | 2 014        | 35,73        | 2 906       | 52,54       |
| 4           | Céline Trossat      |             | UDI         | 2 014        | 35,73        | 2 906       | 52,54       |
|             |                     |             |             |              |              |             |             |
| Inscrits    | Inscrits            | Inscrits    | Inscrits    | 10 508       | 100,00       | 10 508      | 100,00      |
| Abstentions | Abstentions         | Abstentions | Abstentions | 4 651        | 44,26        | 4 597       | 43,75       |
| Votants     | Votants             | Votants     | Votants     | 5 857        | 55,74        | 5 911       | 56,25       |
| Blancs      | Blancs              | Blancs      | Blancs      | 151          | 2,58         | 214         | 3,62        |
| Nuls        | Nuls                | Nuls        | Nuls        | 69           | 1,18         | 166         | 2,81        |
| Exprimés    | Exprimés            | Exprimés    | Exprimés    | 5 637        | 96,24        | 5 531       | 93,57       |

### Canton de Lons-le-Saunier-2
| Candidats   | Candidats            | Partis      | Partis      | Premier tour | Premier tour | Second tour | Second tour |
| Candidats   | Candidats            | Partis      | Partis      | Voix         | %            | Voix        | %           |
| ----------- | -------------------- | ----------- | ----------- | ------------ | ------------ | ----------- | ----------- |
| 1           | Annie Audier         |             | DVD         | 2 121        | 40,29        | 2 847       | 60,32       |
| 1           | Cyrille Brero        |             | UMP         | 2 121        | 40,29        | 2 847       | 60,32       |
| 2           | Viviane Lutz-Ferrari |             | DVG         | 1 356        | 25,76        | 1 873       | 39,68       |
| 2           | Christophe Perny     |             | PS          | 1 356        | 25,76        | 1 873       | 39,68       |
| 3           | Claude Buchot        |             | DVG         | 698          | 13,26        |             |             |
| 3           | Anne Perrin          |             | EÉLV        | 698          | 13,26        |             |             |
| 4           | Hatice Demir         |             | FN          | 1 089        | 20,69        |             |             |
| 4           | Laurent Frarin       |             | FN          | 1 089        | 20,69        |             |             |
|             |                      |             |             |              |              |             |             |
| Inscrits    | Inscrits             | Inscrits    | Inscrits    | 10 294       | 100,00       | 10 292      | 100,00      |
| Abstentions | Abstentions          | Abstentions | Abstentions | 4 762        | 46,26        | 5 040       | 48,97       |
| Votants     | Votants              | Votants     | Votants     | 5 532        | 53,74        | 5 252       | 51,03       |
| Blancs      | Blancs               | Blancs      | Blancs      | 169          | 3,05         | 352         | 6,7         |
| Nuls        | Nuls                 | Nuls        | Nuls        | 99           | 1,79         | 180         | 3,43        |
| Exprimés    | Exprimés             | Exprimés    | Exprimés    | 5 264        | 95,16        | 4 720       | 89,87       |

### Canton de Moirans-en-Montagne
| Candidats   | Candidats               | Partis      | Partis      | Premier tour | Premier tour | Second tour | Second tour |
| Candidats   | Candidats               | Partis      | Partis      | Voix         | %            | Voix        | %           |
| ----------- | ----------------------- | ----------- | ----------- | ------------ | ------------ | ----------- | ----------- |
| 1           | Marie-Christine Dalloz  |             | UMP         | 2 344        | 38,03        | 3 873       | 67,17       |
| 1           | Jean-Charles Grosdidier |             | DVD         | 2 344        | 38,03        | 3 873       | 67,17       |
| 2           | Angélique Bassard       |             | FN          | 1 755        | 28,47        | 1 893       | 32,83       |
| 2           | Éric Silvestre          |             | FN          | 1 755        | 28,47        | 1 893       | 32,83       |
| 3           | Jérôme Benoît           |             | DVD         | 840          | 13,63        |             |             |
| 3           | Florence Gros-Fuand     |             | DVD         | 840          | 13,63        |             |             |
| 4           | Éric Grospierre         |             | DVG         | 1 225        | 19,87        |             |             |
| 4           | Anne-Lyse Piron-Sanchez |             | DVG         | 1 225        | 19,87        |             |             |
|             |                         |             |             |              |              |             |             |
| Inscrits    | Inscrits                | Inscrits    | Inscrits    | 11 086       | 100,00       | 11 082      | 100,00      |
| Abstentions | Abstentions             | Abstentions | Abstentions | 4 573        | 41,25        | 4 596       | 41,47       |
| Votants     | Votants                 | Votants     | Votants     | 6 513        | 58,75        | 6 486       | 58,53       |
| Blancs      | Blancs                  | Blancs      | Blancs      | 255          | 3,92         | 567         | 8,74        |
| Nuls        | Nuls                    | Nuls        | Nuls        | 94           | 1,44         | 153         | 2,36        |
| Exprimés    | Exprimés                | Exprimés    | Exprimés    | 6 164        | 94,64        | 5 766       | 88,9        |

### Canton de Mont-sous-Vaudrey
| Candidats   | Candidats            | Partis      | Partis      | Premier tour | Premier tour | Second tour | Second tour |
| Candidats   | Candidats            | Partis      | Partis      | Voix         | %            | Voix        | %           |
| ----------- | -------------------- | ----------- | ----------- | ------------ | ------------ | ----------- | ----------- |
| 1           | Stéphanie Desarbres  |             | DVG         | 1 625        | 25,52        | 2 292       | 33,83       |
| 1           | Grégoire Durant      |             | DVG         | 1 625        | 25,52        | 2 292       | 33,83       |
| 2           | Natacha Bourgeois    |             | UMP         | 1 912        | 30,03        | 2 478       | 36,57       |
| 2           | Gérôme Fassenet      |             | UMP         | 1 912        | 30,03        | 2 478       | 36,57       |
| 3           | Françoise Molard     |             | FN          | 2 053        | 32,24        | 2 006       | 29,6        |
| 3           | Stéphane Montrelay   |             | FN          | 2 053        | 32,24        | 2 006       | 29,6        |
| 4           | Christelle Bobillier |             | DVG         | 778          | 12,22        |             |             |
| 4           | Marc Borneck         |             | EÉLV        | 778          | 12,22        |             |             |
|             |                      |             |             |              |              |             |             |
| Inscrits    | Inscrits             | Inscrits    | Inscrits    | 11 585       | 100,00       | 11 584      | 100,00      |
| Abstentions | Abstentions          | Abstentions | Abstentions | 4 856        | 41,92        | 4 514       | 38,97       |
| Votants     | Votants              | Votants     | Votants     | 6 729        | 58,08        | 7 070       | 61,03       |
| Blancs      | Blancs               | Blancs      | Blancs      | 263          | 3,91         | 221         | 3,13        |
| Nuls        | Nuls                 | Nuls        | Nuls        | 98           | 1,46         | 73          | 1,03        |
| Exprimés    | Exprimés             | Exprimés    | Exprimés    | 6 368        | 94,64        | 6 776       | 95,84       |

### Canton de Morez
| Candidats   | Candidats                 | Partis      | Partis      | Premier tour | Premier tour | Second tour | Second tour |
| Candidats   | Candidats                 | Partis      | Partis      | Voix         | %            | Voix        | %           |
| ----------- | ------------------------- | ----------- | ----------- | ------------ | ------------ | ----------- | ----------- |
| 1           | Sylvie Chagnard           |             | PG          | 646          | 13,76        |             |             |
| 1           | Sébastien Mignottet       |             | PCF         | 646          | 13,76        |             |             |
| 2           | Maryvonne Crétin-Maitenaz |             | UDI         | 1 580        | 33,65        | 2 259       | 53,27       |
| 2           | François Godin            |             | UDI         | 1 580        | 33,65        | 2 259       | 53,27       |
| 3           | Alain Cornu               |             | FN          | 1 030        | 21,94        |             |             |
| 3           | Myriam Janssens           |             | FN          | 1 030        | 21,94        |             |             |
| 4           | Véronique Bouvret         |             | UDI         | 1 439        | 30,65        | 1 982       | 46,73       |
| 4           | Laurent Petit             |             | UMP         | 1 439        | 30,65        | 1 982       | 46,73       |
|             |                           |             |             |              |              |             |             |
| Inscrits    | Inscrits                  | Inscrits    | Inscrits    | 10 277       | 100,00       | 10 277      | 100,00      |
| Abstentions | Abstentions               | Abstentions | Abstentions | 5 386        | 52,41        | 5 628       | 54,76       |
| Votants     | Votants                   | Votants     | Votants     | 4 891        | 47,59        | 4 649       | 45,24       |
| Blancs      | Blancs                    | Blancs      | Blancs      | 132          | 2,7          | 268         | 5,76        |
| Nuls        | Nuls                      | Nuls        | Nuls        | 64           | 1,31         | 140         | 3,01        |
| Exprimés    | Exprimés                  | Exprimés    | Exprimés    | 4 695        | 95,99        | 4 241       | 91,22       |

### Canton de Poligny
| Candidats   | Candidats            | Partis      | Partis      | Premier tour | Premier tour | Second tour | Second tour |
| Candidats   | Candidats            | Partis      | Partis      | Voix         | %            | Voix        | %           |
| ----------- | -------------------- | ----------- | ----------- | ------------ | ------------ | ----------- | ----------- |
| 1           | Marie Odile Mainguet |             | EELV        | 1 614        | 21,02        |             |             |
| 1           | Laurent Ménétrier    |             | PCF         | 1 614        | 21,02        |             |             |
| 2           | Dominique Lepaul     |             | DVG         | 1 434        | 18,68        |             |             |
| 2           | Roger Rey            |             | DVG         | 1 434        | 18,68        |             |             |
| 3           | Dominique Chalumeaux |             | UMP         | 2 820        | 36,73        | 4 837       | 71,39       |
| 3           | Christelle Morbois   |             | UMP         | 2 820        | 36,73        | 4 837       | 71,39       |
| 4           | Bernard Coquet       |             | FN          | 1 809        | 23,56        | 1 938       | 28,61       |
| 4           | Martine Riffiod      |             | FN          | 1 809        | 23,56        | 1 938       | 28,61       |
|             |                      |             |             |              |              |             |             |
| Inscrits    | Inscrits             | Inscrits    | Inscrits    | 13 808       | 100,00       | 13 807      | 100,00      |
| Abstentions | Abstentions          | Abstentions | Abstentions | 5 653        | 40,94        | 5 833       | 42,25       |
| Votants     | Votants              | Votants     | Votants     | 8 155        | 59,06        | 7 974       | 57,75       |
| Blancs      | Blancs               | Blancs      | Blancs      | 344          | 4,22         | 924         | 11,59       |
| Nuls        | Nuls                 | Nuls        | Nuls        | 134          | 1,64         | 275         | 3,45        |
| Exprimés    | Exprimés             | Exprimés    | Exprimés    | 7 677        | 94,14        | 6 775       | 84,96       |

### Canton de Saint-Amour
| Candidats   | Candidats          | Partis      | Partis      | Premier tour | Premier tour | Second tour | Second tour |
| Candidats   | Candidats          | Partis      | Partis      | Voix         | %            | Voix        | %           |
| ----------- | ------------------ | ----------- | ----------- | ------------ | ------------ | ----------- | ----------- |
| 1           | Valérie Brenot     |             | DVG         | 1 409        | 23,91        | 1 964       | 32,01       |
| 1           | Fernand Fournier   |             | PS          | 1 409        | 23,91        | 1 964       | 32,01       |
| 2           | Nicolas Caire      |             | FN          | 1 756        | 29,80        | 1 687       | 27,50       |
| 2           | Emy Leger          |             | FN          | 1 756        | 29,80        | 1 687       | 27,50       |
| 3           | Jean Franchi       |             | DVD         | 2 065        | 35,04        | 2 484       | 40,49       |
| 3           | Hélène Pelissard   |             | UMP         | 2 065        | 35,04        | 2 484       | 40,49       |
| 4           | Jean-Louis Buffard |             | DVG         | 663          | 11,25        |             |             |
| 4           | Martine David      |             | EELV        | 663          | 11,25        |             |             |
|             |                    |             |             |              |              |             |             |
| Inscrits    | Inscrits           | Inscrits    | Inscrits    | 10 228       | 100,00       | 10 227      | 100,00      |
| Abstentions | Abstentions        | Abstentions | Abstentions | 4 036        | 39,46        | 3 828       | 37,43       |
| Votants     | Votants            | Votants     | Votants     | 6 192        | 60,54        | 6 399       | 62,57       |
| Blancs      | Blancs             | Blancs      | Blancs      | 222          | 3,59         | 201         | 3,14        |
| Nuls        | Nuls               | Nuls        | Nuls        | 77           | 1,24         | 63          | 0,98        |
| Exprimés    | Exprimés           | Exprimés    | Exprimés    | 5 893        | 95,17        | 6 135       | 95,87       |

### Canton de Saint-Claude
| Candidats   | Candidats                       | Partis      | Partis      | Premier tour | Premier tour | Second tour | Second tour |
| Candidats   | Candidats                       | Partis      | Partis      | Voix         | %            | Voix        | %           |
| ----------- | ------------------------------- | ----------- | ----------- | ------------ | ------------ | ----------- | ----------- |
| 1           | Jean-Louis Millet               |             | DVD         | 1 571        | 49,46        | 1 922       | 58,15       |
| 1           | Christine Sophoclis             |             | DVD         | 1 571        | 49,46        | 1 922       | 58,15       |
| 2           | Jean-Pierre Jacquemin-Guillaume |             | DVG         | 557          | 17,54        |             |             |
| 2           | Nadia Lahu                      |             | PCF         | 557          | 17,54        |             |             |
| 3           | Claudine Morin                  |             | UDI         | 346          | 10,89        |             |             |
| 3           | Frédéric Ollitrault             |             | DVD         | 346          | 10,89        |             |             |
| 4           | Marie-Claude Gresset            |             | DVG         | 702          | 22,10        | 1 383       | 41,85       |
| 4           | Raphaël Perrin                  |             | DVG         | 702          | 22,10        | 1 383       | 41,85       |
|             |                                 |             |             |              |              |             |             |
| Inscrits    | Inscrits                        | Inscrits    | Inscrits    | 7 304        | 100,00       | 7 304       | 100,00      |
| Abstentions | Abstentions                     | Abstentions | Abstentions | 3 946        | 54,03        | 3 767       | 51,57       |
| Votants     | Votants                         | Votants     | Votants     | 3 358        | 45,97        | 3 537       | 48,43       |
| Blancs      | Blancs                          | Blancs      | Blancs      | 131          | 3,9          | 177         | 5           |
| Nuls        | Nuls                            | Nuls        | Nuls        | 51           | 1,52         | 55          | 1,55        |
| Exprimés    | Exprimés                        | Exprimés    | Exprimés    | 3 176        | 94,58        | 3 305       | 93,44       |

### Canton de Saint-Laurent-en-Grandvaux
| Candidats   | Candidats        | Partis      | Partis      | Premier tour | Premier tour | Second tour | Second tour |
| Candidats   | Candidats        | Partis      | Partis      | Voix         | %            | Voix        | %           |
| ----------- | ---------------- | ----------- | ----------- | ------------ | ------------ | ----------- | ----------- |
| 1           | Jérôme Loridon   |             | FN          | 1 640        | 23,49        | 1 744       | 27,09       |
| 1           | Sylviane Mouquin |             | FN          | 1 640        | 23,49        | 1 744       | 27,09       |
| 2           | Gilbert Blondeau |             | DVD         | 2 917        | 41,78        | 4 693       | 72,91       |
| 2           | Françoise Vespa  |             | UDI         | 2 917        | 41,78        | 4 693       | 72,91       |
| 3           | Aline Heimlich   |             | DVG         | 1 126        | 16,13        |             |             |
| 3           | Esio Perati      |             | DVG         | 1 126        | 16,13        |             |             |
| 4           | Serge Outrey     |             | DVG         | 1 298        | 18,59        |             |             |
| 4           | Vanessa Zygmunt  |             | DVG         | 1 298        | 18,59        |             |             |
|             |                  |             |             |              |              |             |             |
| Inscrits    | Inscrits         | Inscrits    | Inscrits    | 12 447       | 100,00       | 12 446      | 100,00      |
| Abstentions | Abstentions      | Abstentions | Abstentions | 5 070        | 40,73        | 5 306       | 42,63       |
| Votants     | Votants          | Votants     | Votants     | 7 377        | 59,27        | 7 140       | 57,37       |
| Blancs      | Blancs           | Blancs      | Blancs      | 287          | 3,89         | 551         | 7,72        |
| Nuls        | Nuls             | Nuls        | Nuls        | 109          | 1,48         | 152         | 2,13        |
| Exprimés    | Exprimés         | Exprimés    | Exprimés    | 6 981        | 94,63        | 6 437       | 90,15       |

### Canton de Saint-Lupicin
| Candidats   | Candidats         | Partis      | Partis      | Premier tour | Premier tour | Second tour | Second tour |
| Candidats   | Candidats         | Partis      | Partis      | Voix         | %            | Voix        | %           |
| ----------- | ----------------- | ----------- | ----------- | ------------ | ------------ | ----------- | ----------- |
| 1           | Laurence Baty     |             | EELV        | 597          | 15,02        |             |             |
| 1           | Jean-Luc Masson   |             | DVG         | 597          | 15,02        |             |             |
| 2           | Hélène Haas       |             | FN          | 1 181        | 29,71        | 1 541       | 38,93       |
| 2           | Roland Watrin     |             | FN          | 1 181        | 29,71        | 1 541       | 38,93       |
| 3           | Émilia Brûlé      |             | DVD         | 956          | 24,05        |             |             |
| 3           | Claude Faivre     |             | UMP         | 956          | 24,05        |             |             |
| 4           | Nelly Durandot    |             | DVG         | 1 241        | 31,22        | 2 417       | 61,07       |
| 4           | Jean-Daniel Maire |             | DVG         | 1 241        | 31,22        | 2 417       | 61,07       |
|             |                   |             |             |              |              |             |             |
| Inscrits    | Inscrits          | Inscrits    | Inscrits    | 8 231        | 100,00       | 8 231       | 100,00      |
| Abstentions | Abstentions       | Abstentions | Abstentions | 4 006        | 48,67        | 3 742       | 45,46       |
| Votants     | Votants           | Votants     | Votants     | 4 225        | 51,33        | 4 489       | 54,54       |
| Blancs      | Blancs            | Blancs      | Blancs      | 190          | 4,5          | 419         | 9,33        |
| Nuls        | Nuls              | Nuls        | Nuls        | 60           | 1,42         | 112         | 2,49        |
| Exprimés    | Exprimés          | Exprimés    | Exprimés    | 3 975        | 94,08        | 3 958       | 88,17       |

### Canton de Tavaux
| Candidats   | Candidats             | Partis      | Partis      | Premier tour | Premier tour | Second tour | Second tour |
| Candidats   | Candidats             | Partis      | Partis      | Voix         | %            | Voix        | %           |
| ----------- | --------------------- | ----------- | ----------- | ------------ | ------------ | ----------- | ----------- |
| 1           | Guy Savoye            |             | PS          | 1 684        | 22,88        | 1 660       | 21,85       |
| 1           | Annie Truchot         |             | DVG         | 1 684        | 22,88        | 1 660       | 21,85       |
| 2           | Catherine Matéo       |             | FN          | 2 604        | 35,38        | 2 501       | 32,93       |
| 2           | Thibaut Monnier       |             | FN          | 2 604        | 35,38        | 2 501       | 32,93       |
| 3           | Jean-Michel Daubigney |             | DVD         | 3 073        | 41,75        | 3 435       | 45,22       |
| 3           | Chantal Torck         |             | UMP         | 3 073        | 41,75        | 3 435       | 45,22       |
|             |                       |             |             |              |              |             |             |
| Inscrits    | Inscrits              | Inscrits    | Inscrits    | 13 365       | 100,00       | 13 365      | 100,00      |
| Abstentions | Abstentions           | Abstentions | Abstentions | 5 625        | 42,09        | 5 499       | 41,14       |
| Votants     | Votants               | Votants     | Votants     | 7 740        | 57,91        | 7 866       | 58,86       |
| Blancs      | Blancs                | Blancs      | Blancs      | 241          | 3,11         | 168         | 2,14        |
| Nuls        | Nuls                  | Nuls        | Nuls        | 138          | 1,78         | 102         | 1,3         |
| Exprimés    | Exprimés              | Exprimés    | Exprimés    | 7 361        | 95,1         | 7 596       | 96,57       |